# Ecru, Mississippi
Ecru là một thành phố thuộc quận Pontotoc, tiểu bang Mississippi, Hoa Kỳ. Năm 2010, dân số của thành phố này là 895 người.

## Dân số
- Dân số năm 2000: 947 người.
- Dân số năm 2010: 895 người.